# Socialismes en Afrique
Socialismes en Afrique, Socialisms in Africa est un ouvrage collectif édité par Françoise Blum, Maria-Benedita Basto, Pierre Guidi, Héloïse Kiriakou, Martin Mourre, Céline Pauthier, Ophélie Rillon, Alexis Roy et Elena Vezzadini. Publié en 2016. Il explore les différentes expressions du socialisme en Afrique, en se concentrant sur les élites formées dans les pays du bloc soviétique et les dynamiques politiques et culturelles postcoloniales.

## Résumé

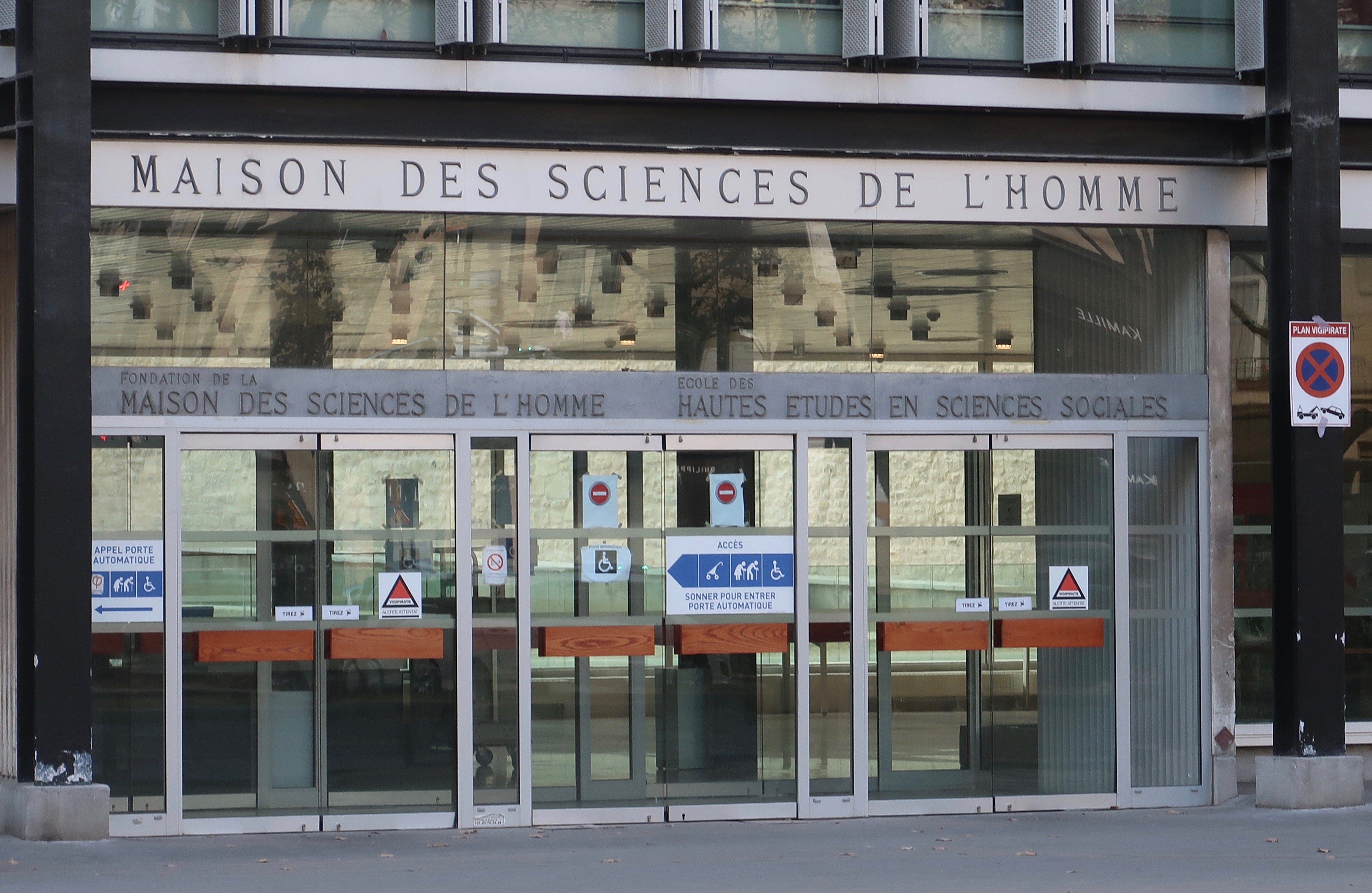
Maison des sciences de l'homme, 54 boulevard Raspail, Paris 6e 2

Cet ouvrage, publié à la suite d'un symposium organisé en 2016 et d'un projet de recherche de la Maison des sciences de l’Homme, dévoile les expériences des « étudiants et élites africaines formés dans les pays de l'ancien bloc soviétique ». Il regroupe des articles en français et en anglais, couvrant plus de vingt pays africains, et se concentre principalement sur la période de l'indépendance, des années 1950 aux années 1980. Cette publication constitue une contribution significative aux études africaines postcoloniales, un domaine encore en développement.
Le livre est structuré en trois sections. La première, intitulée « Doctrine et Corpus », examine les théories associées au socialisme et leur impact sur les partis politiques ainsi que les mouvements d'opposition. Elle met en lumière la reconfiguration des politiques anticoloniales au sein des luttes de pouvoir, en soulignant les différences entre les acteurs impliqués, comme les anciennes élites coloniales et les nouvelles générations urbaines.
La deuxième section, « Socialismes en Action », se penche sur l'histoire sociale des activistes et des politiques culturelles, en particulier dans le domaine du cinéma. Elle critique également les dérives des idéologies socialistes, telles que le travail forcé et la militarisation des mouvements de jeunesse. Enfin, la troisième section, « Socialismes Transnationaux », raconte les échanges de personnes, d'idées et de ressources entre les membres du Bloc de l'Est et d'autres pays, tout en analysant la présence historique de la Chine en Afrique et l'influence du maoïsme sur les populations rurales. L'ensemble de l'ouvrage interroge la relation entre autoritarisme et socialisme, sans établir de lien de causalité, et souligne les possibilités d'expérimentation laissées par le plan de réforme sociale issu de la lutte anticoloniale.

## Réception de l'oeuvre

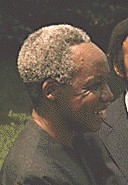
Julius Nyerere (1977).

L'ouvrage consacré au socialisme en Afrique analyse la manière dont des figures emblématiques comme Julius Nyerere, Kwame Nkrumah et Modibo Keïta ont repensé et réélaboré les idéaux socialistes dans un contexte africain. Issu d'un colloque, il analyse la diversité et la singularité des pensées socialistes en Afrique subsaharienne après les indépendances, en examinant à la fois les succès et les limites de ces projets. Les contributions couvrent des expériences variées, allant de l'expérience révolutionnaire des Bakongo au Congo-Brazzaville à la doctrine du consciencisme de Nkrumah au Ghana, tout en considérant l'influence de mouvements tels que le panafricanisme et l'anti-impérialisme sur ces initiatives. Le texte souligne également l'importance de reconnaître les contributions des socialismes africains dans l'historiographie générale du socialisme et de l'Afrique. Malgré l'existence de nombreux régimes se réclamant du socialisme en Afrique, ces histoires sont souvent négligées. Les mouvements socialistes africains ont puisé leur inspiration dans le marxisme, considérant ses théories comme favorables à l'avenir des peuples colonisés. En plus des modèles étrangers tels que l'URSS et la Chine, il a émergé une forme de socialisme spécifique à l'Afrique, qui reflète les réalités et les particularités du continent tout en s'ancrant dans ses traditions et son histoire.
Enfin, les contributions, qui couvrent 21 pays et analysent des périodes allant des luttes anticoloniales aux projets socialisants des années 1990, mettent en évidence la diversité des idées socialistes adaptées aux contextes locaux, tels que l'Ujamaa en Tanzanie. L'ouvrage ne cherche pas à définir un socialisme africain homogène, mais plutôt à montrer les multiples interprétations et applications de ce courant politique sur le continent. Il appelle à poursuivre les recherches sur des pays et des thématiques encore peu explorés, tout en valorisant le travail collaboratif des contributeurs.

## Collectif
Ce recueil d'études comprend différents auteurs tels que Samuel Andreas Admassie, Abdulahi Ali Ibrahim, Stefano Bellucci, Elara Bertho, Eric Burton, Frederick Cooper, Antoine de Boyer, Demessie Fantahun, Marie-Aude Fouéré, Claudia Gastrow, Ros Gray, Pierre-Jean Le Foll-Luciani, Benedito Machava, Jean-Michel Makebo-Tali, Théophile Mirabeau Nchare Nom, Sebastian Pampuch, Sabine Planel, Malika Rahal, Françoise Raison, Chris Rominger, Léon Saur, Lynn Schler, Romain Tiquet, Klaas van Walraven et Beatrice Wayne Jakob Zollmann.

« On peut reprocher beaucoup de choses aux socialismes africains, étatiques ou d’opposition, mais on ne peut pas ignorer qu’ils ont voulu penser un monde meilleur. Ces idéaux-là continuent d’exister, c’est certain »

— Florence Blum, Le Monde.